# Taquim, o Cazar

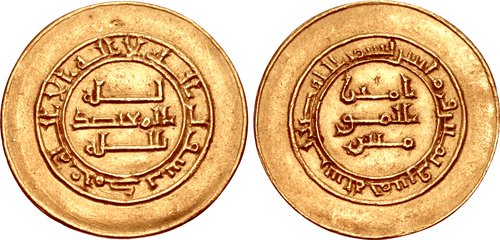
Dinar de ouro de Almutadide r.

Taquim, o Cazar, também conhecido como Taquim Alcaça Abu Mançor Taquim ibne Abedalá Alharbi Alcazari (Takin al-Khassa Abu Mansur Takin ibn Abdallah al-Harbi al-Khazari; m. 16 de março de 933) foi um comandante abássida que serviu três vezes como governador do Egito. Ele cresceu e tornar-se-ia um oficial sob o califa Almutadide (r. 892–902). Foi nomeado governador do Egito em agosto de 912, sucedendo Issa de Nuxar, e permaneceu no posto até 31 de maio de 915, quando foi deposto por Munis Almuzafar devido sua falha em conter a invasão fatímida da província, e substituído por Ducas, o Grego.
Ele foi renomeado ao posto no outono de 919, após a morte de Ducas, novamente no meio de uma invasão fatímida. Ele chegou em Fostate em 6 de janeiro de 920. Mais uma vez, graças à intervenção de um exército sob Munis e uma frota sob Tamal Aldulafi, a invasão fatímida foi repelida, com as últimas tropas invasores abandonando o Oásis de Faium e fugindo através do deserto em 8 de julho de 921. Taquim foi substituído em 22 de julho, mas reinstalado brevemente alguns dias depois. Seu último e mais longo mandato começou em março/abril de 924 e durou até sua morte em 16 de março de 933. Seu filho e sucessor designado, Maomé, falhou em estabelecer sua autoridade na província.